# Poppy Mercury
Poppy Mercury, właśc. Poppy Yusfidawaty (ur. 15 listopada 1972 w Bandungu, zm. 28 sierpnia 1995 tamże) – indonezyjska piosenkarka.
Za swoją działalność muzyczną była wielokrotnie nagradzana (laureatka BASF Awards i HDX Awards). Popularność przyniosły jej utwory „Surat Undangan” i „Antara Jakarta dan Penang”.

## Dyskografia
Albumy studyjne
- 1991: Antara Jakarta Dan Penang
- 1992: Surat Undangan
- 1993: Terlambat Sudah
- 1993: Antara Kau Dia Dan Aku
- 1994: Biarkan Ku Pergi
- 1995: Hati Siapa Tak Luka
- 1995: Tak Mungkin Dipisahkan
- 1995: Bukan Aku Yang Kau Cinta